# Theodor Svedberg
Theodor Svedberg, comunemente noto con il diminutivo The Svedberg (Flareng, 30 agosto 1884 – Kopparbeg, 25 febbraio 1971), è stato un chimico svedese, vincitore del Premio Nobel per la chimica nel 1926.
Il suo lavoro sui colloidi supportò la teoria dei moti browniani portata avanti da Einstein e dal geofisico polacco Marian Smoluchowski. Durante i suoi lavori sviluppò la tecnica, dell'ultracentrifugazione analitica, e dimostrò l'utilità di tale tecnica nel distinguere una proteina pura da un'altra e nell'attribuirne il peso molecolare.

## Vita e lavoro
Nacque da Ellis Svedberg, un manager d'azienda, e da Augusta Alstermark. Si diplomò nel dicembre 1903. Nel gennaio 1904 si iscrisse all'Università di Uppsala. Nel 1907 ottenne il Master e nel 1908 il PhD. A Uppsala dopo il dottorato ottenne un posto come assistente all'Istituto di Chimica. Nel 1909 diventò assistente di laboratorio di Chimica Fisica e nel 1912 professore. Nel 1949 divenne professore emerito sempre a Uppsala, e Direttore dell'istituto per la chimica nucleare Gustaf Werner.
Svedberg incentrò i suoi studi sui sistemi colloidali, studiandone le proprietà fisiche, come la diffusione, lo scattering della luce e la sedimentazione. I suoi studi lo portarono alla conclusione che i colloidi hanno comportamento fisico simile a quello dei gas, permettendo l'applicazioni a questi sistemi delle leggi sui gas perfetti.
Proprio gli studi sulla sedimentazione lo portarono a perfezionare la sua ultracentrifuga, le cui moderne evoluzioni permettono la determinazione del peso molecolare di macromolecole con buona precisione.
Svedberg si occupò più tardi di chimica nucleare, studiò anche i processi fotografici, partecipando tra l'altro ad una delle prime foto a colori, durante la seconda guerra mondiale studiò i processi per ottenere la gomma per via sintetica.
Svedberg durante la sua vita ricevette numerosi riconoscimenti, quali la medaglia John Ericsson (1942), la Berzelius Medal (1944) e la medaglia del Franklin Institute (1949). Ma il suo più grande successo resta sicuramente il Premio Nobel per la chimica che ricevette nel 1926 per i suoi studi sui sistemi dispersi.
Svedberg si sposò quattro volte ed ebbe undici figli.

## Opere
- The formation of colloids (London; J. & A. Churchill, 1921)